# George Nostrand
George Thomas Nostrand (nacido el 25 de enero de 1924 en Uniondale, Nueva York y fallecido el 8 de noviembre de 1981) fue un jugador de baloncesto estadounidense que disputó cuatro temporadas entre la BAA y la NBA, además de jugar posteriormente en la ABL. Con 2,03 metros de estatura, jugaba en la posición de ala-pívot.

## Trayectoria deportiva

### Universidad
Jugó durante tres temporadas, entre 1941 y 1944 con los Panthers de la High Point University, y una más con los Cowboys de la Universidad de Wyoming, en la que promedió 9,9 puntos por partido.

### Profesional
Tras cumplir con el servicio militar, fichó por los Toronto Huskies de la BAA, con quienes jugaría el primer partido de la historia de la liga ante los New York Knicks, siendo el protagonista de la publicidad realizada por los medios de comunicación canadienses para ese partido, apareciendo su imagen junto con la frase: "Cualquiera que sea más alto que Nostrand entrará gratis al partido inaugural".
Nostrand sólo jugó 13 partidos con los Huskies, en los que promedió 8,9 puntos por partido, siendo traspasado mediada la temporada a los Cleveland Rebels a cambio de Kleggie Hermsen. donde acabó promediando 7,6 puntos por partido.
El equipo desapareció al año siguiente, siendo reclamado por los Providence Steamrollers en el draft de expansión que se originó, pero mediada la temporada siguiente fue enviado junto con Mel Riebe a los Boston Celtics a cambio de Chick Halbert. Allí acabó la temporada con unos buenos promedios de 9,8 puntos y 1,4 asistencias por partido, pero mediada la campaña siguiente fue despedido. Fichó entonces por los Tri-Cities Blackhawks, donde sólo jugó un partido antes de ser traspasado a los Chicago Stags a cambio de los derechos sobre Gene Vance, donde jugó sus últimos partidos en la competición. Jugó una temporada más en la ABL antes de retirarse definitivamente.

#### Estadísticas en la BAA y la NBA

##### Temporada regular
| Temporada | Edad | Equipo                  | Liga  | P   | TIT | MIN | TC  | TCA  | %TC  | 3P | 3PA | %3P | TL  | TLA | %TL  | R.OF. | R.DEF. | REB | ASIS | ROB | TAP | PER | FP  | PTS  |
| 1946-47   | 23   | TOTAL                   | BAA   | 61  |     |     | 3.1 | 10.8 | .293 |    |     |     | 1.6 | 3.4 | .467 |       |        |     | 0.5  |     |     |     | 2.4 | 7.9  |
| 1946-47   | 23   | Toronto Huskies         | BAA   | 13  |     |     | 3.5 | 10.5 | .338 |    |     |     | 1.8 | 4.7 | .393 |       |        |     | 0.8  |     |     |     | 1.7 | 8.9  |
| 1946-47   | 23   | Cleveland Rebels        | BAA   | 48  |     |     | 3.0 | 10.8 | .281 |    |     |     | 1.5 | 3.1 | .497 |       |        |     | 0.4  |     |     |     | 2.6 | 7.6  |
| 1947-48   | 24   | Providence Steamrollers | BAA   | 45  |     |     | 4.4 | 14.7 | .297 |    |     |     | 2.9 | 5.3 | .540 |       |        |     | 0.7  |     |     |     | 3.3 | 11.6 |
| 1948-49   | 25   | TOTAL                   | BAA   | 60  |     |     | 3.5 | 10.9 | .326 |    |     |     | 2.8 | 4.7 | .581 |       |        |     | 1.6  |     |     |     | 2.7 | 9.8  |
| 1948-49   | 25   | Providence Steamrollers | BAA   | 33  |     |     | 3.7 | 11.6 | .315 |    |     |     | 2.5 | 4.5 | .550 |       |        |     | 1.7  |     |     |     | 2.7 | 9.8  |
| 1948-49   | 25   | Boston Celtics          | BAA   | 27  |     |     | 3.4 | 9.9  | .341 |    |     |     | 3.1 | 5.0 | .615 |       |        |     | 1.4  |     |     |     | 2.7 | 9.8  |
| 1949-50   | 26   | TOTAL                   | NBA   | 55  |     |     | 1.4 | 4.6  | .306 |    |     |     | 1.0 | 1.8 | .566 |       |        |     | 0.5  |     |     |     | 2.1 | 3.9  |
| 1949-50   | 26   | Boston Celtics          | NBA   | 18  |     |     | 2.0 | 6.7  | .300 |    |     |     | 2.0 | 3.3 | .610 |       |        |     | 0.9  |     |     |     | 2.6 | 6.0  |
| 1949-50   | 26   | Tri-Cities Blackhawks   | NBA   | 1   |     |     | 5.0 | 10.0 | .500 |    |     |     | 2.0 | 5.0 | .400 |       |        |     | 1.0  |     |     |     | 1.0 | 12.0 |
| 1949-50   | 26   | Chicago Stags           | NBA   | 36  |     |     | 1.0 | 3.5  | .296 |    |     |     | 0.5 | 1.0 | .514 |       |        |     | 0.3  |     |     |     | 2.0 | 2.6  |
| Total     |      |                         | TOTAL | 221 |     |     | 3.1 | 10.1 | .305 |    |     |     | 2.0 | 3.8 | .538 |       |        |     | 0.8  |     |     |     | 2.6 | 8.2  |
|           |      |                         | BAA   | 166 |     |     | 3.6 | 11.8 | .305 |    |     |     | 2.4 | 4.4 | .535 |       |        |     | 0.9  |     |     |     | 2.8 | 9.6  |
|           |      |                         | NBA   | 55  |     |     | 1.4 | 4.6  | .306 |    |     |     | 1.0 | 1.8 | .566 |       |        |     | 0.5  |     |     |     | 2.1 | 3.9  |

##### Playoffs
| Temporada | Edad | Equipo           | Liga | P | MIN | TCA | TC | 3PA | 3P | TLA | TL | R.OF. | REB | ASIS | ROB | TAP | PER | FP | PTS | %TC  | %3P | %FT  | MIN | PTS  | REB | AST |
| 1946-47   | 23   | Cleveland Rebels | BAA  | 3 |     | 14  | 40 |     |    | 5   | 7  |       |     | 3    |     |     |     | 10 | 33  | .350 |     | .714 |     | 11.0 |     | 1.0 |
| Total     |      |                  | BAA  | 3 |     | 14  | 40 |     |    | 5   | 7  |       |     | 3    |     |     |     | 10 | 33  | .350 |     | .714 |     | 11.0 |     | 1.0 |